# تروي كرودر
تروي كرودر هو لاعب هوكي جليد كندي، ولد في 3 مايو 1968 في غريتر سودبوري في كندا.

## وصلات خارجية
- تروي كرودر على موقع دوري الهوكي الوطني (الإنجليزية)
- تروي كرودر على موقع EliteProspects.com (الإنجليزية)
- تروي كرودر على موقع HockeyDB.com (الإنجليزية)
- تروي كرودر على موقع Hockey-Reference.com (الإنجليزية)